# Gaspar de Atienza
Gaspar de Atienza y Ramírez-Tello de Valladares (Ronda, 18 de abril de 1858-Biarritz (Francia), 1905) fue un político español perteneciente al Partido Liberal que ocupó el puesto de alcalde de Sevilla entre 1897 y 1898. Resultó elegido para el Congreso de los Diputados como representante de la circunscripción de Sevilla, distrito de Estepa, en las elecciones de 1891, 1893, 1896, 1898, 1899, 1901 y 1903. Alfonso XII le concedió el título de marqués de Paradas en 1897 por rehabilitación. En 1901 una calle de Sevilla próxima a la Estación de Sevilla-Plaza de Armas (MZA) fue rotulada como Marqués de Paradas en recuerdo de su persona.

## Alcalde de Sevilla

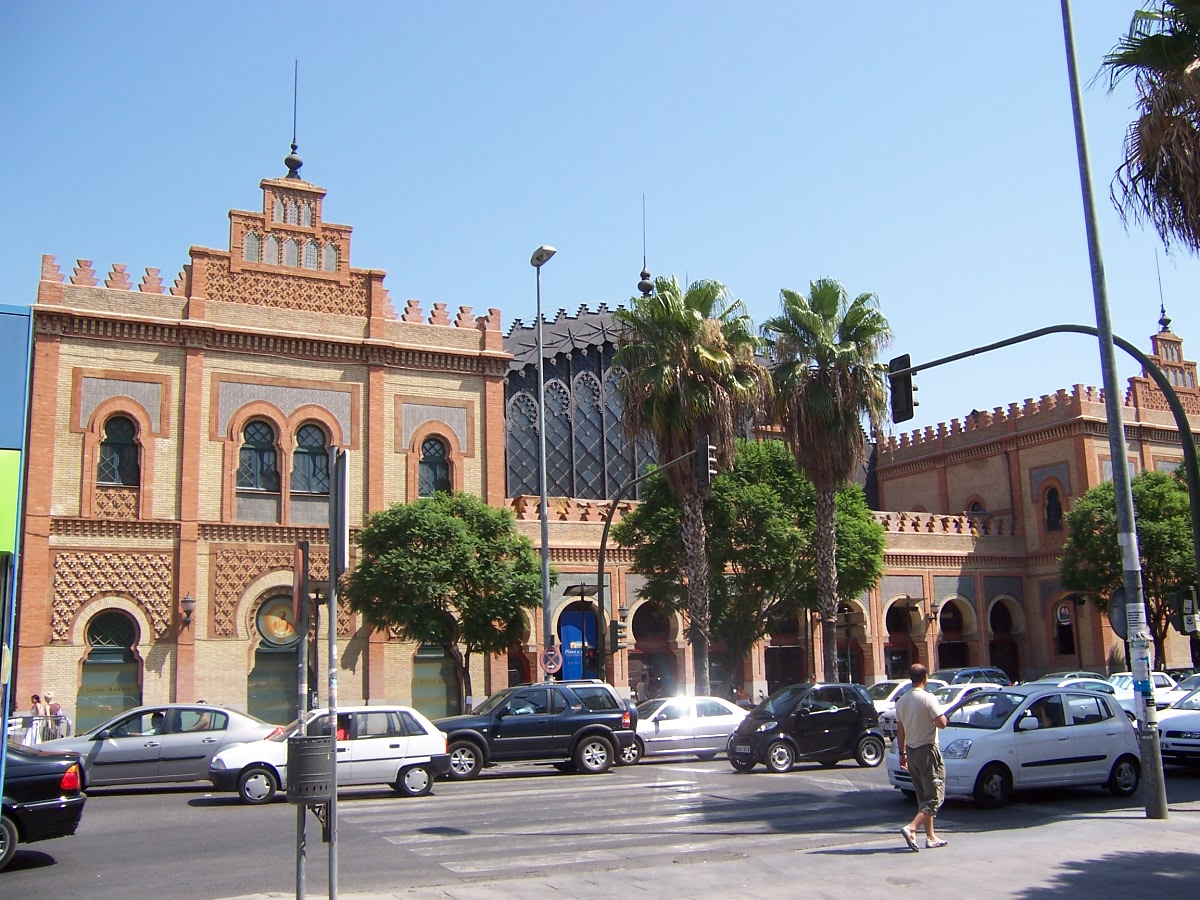
Fachada principal de la Estación Plaza de Armas

Sucedió en el cargo a Anselmo Rodríguez de Rivas y Rivera. Durante su corta etapa como alcalde de Sevilla fue promotor de diferentes obras, entre ellas la estación de ferrocarril conocida como estación de Plaza de Armas.